# Selim Amallah
Selim Amallah (em árabe: سليم أملاح; Hautrage, 15 de novembro de 1996) é um futebolista marroquino que atua como meio-campista. Atualmente defende o Valladolid e a Seleção Marroquina.

## Carreira

### Standard Liège
Em 12 de dezembro de 2019, marcou o segundo gol do Standard Liège para colocar o clube no Arsenal, clube da Premier League, durante a fase de grupos da Liga Europa; mas o Arsenal marcou duas vezes nos 12 minutos finais para empatar em 2–2. Três dias depois, ele marcou no empate de 1 a 1 do Standard contra seu ex-clube e rival Anderlecht .
Em 1º de outubro de 2020, em uma partida do play-off da UEFA Europa League contra o Fehérvár, marcou duas vezes de pênalti para ajudar a garantir uma vitória por 3 a 1 e a qualificação para a fase de grupos. Em novembro de 2020, foi agraciado com o Prêmio Leão Belga, concedido ao melhor jogador de origem árabe atuando na Bélgica . Ele sucedeu seu compatriota, Mehdi Carcela, que venceu as duas edições anteriores. Em 13 de março de 2021, ele marcou o único gol na vitória do Standard sobre o Eupen para chegar à final da Copa da Bélgica.

## Carreira internacional
Nasceu na Bélgica e é descendente de marroquinos e italianos. Ele escolheu representar a seleção nacional do Marrocos em nível internacional e fez sua estreia competitiva em um empate em 0-0 com a Mauritânia em 15 de novembro de 2019 em uma partida de qualificação para a Copa das Nações Africanas de 2022.
Em 9 de outubro de 2020, ele marcou seu primeiro gol pelo Atlas Lions em uma partida contra o Senegal após ser armado por Achraf Hakimi. Ele então deu uma assistência para o gol de Youssef En-Nesyri aos 71 minutos, quando o Marrocos venceu por 3–1.
Em 10 de novembro de 2022, foi convocado para a histórica seleção do Marrocos para a Copa do Mundo da FIFA 2022 no Catar . Em 23 de novembro de 2022, iniciou a partida da Copa do Mundo de 2022 contra a Croácia, sem ter disputado uma única partida no campeonato belga devido a uma disputa contratual com o clube.